# 謝家大院 (重慶市)
謝家大院位於重慶市渝中區太華樓二巷2號，文物遺址年代為清代，2009年12月15日列為第二批重慶市文物保護單位。